# غابات إرمنوفيل

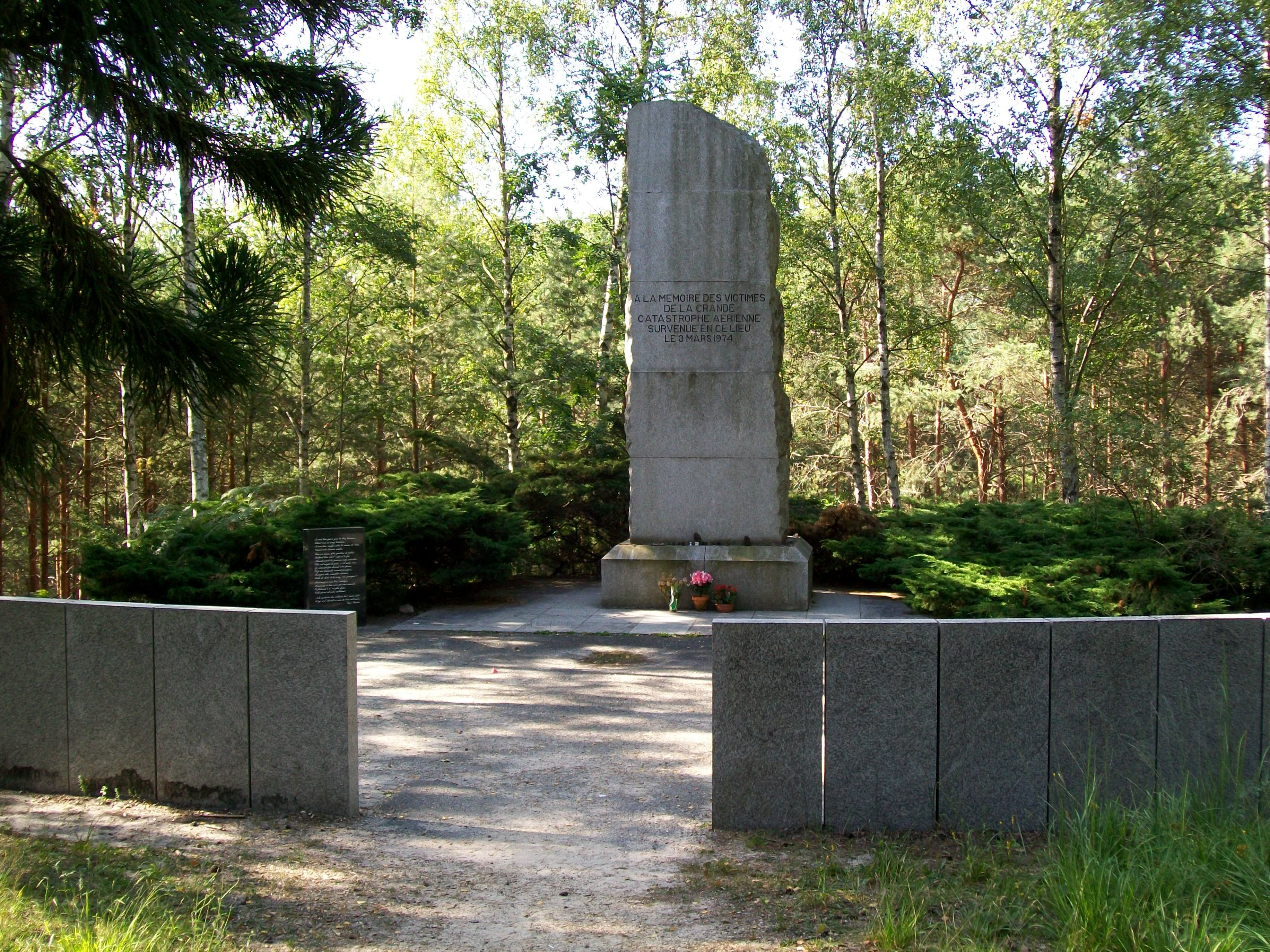

غابات إرمنوفيل (بالفرنسية: Forêt d'Ermenonville)‏ غابة تقع في إقليم واز في فرنسا.

## أحداث
في 3 اذار 1974 تحطمت طائرة الخطوط الجوية التركية الرحلة 981 من طراز ماكدونل دوغلاس دي سي-10 التي كانت تحمل على متنها 335 راكبا و11 من أفراد الطاقم وكانت متجهة من إسطنبول إلى لندن عبر باريس في الغابة بالقرب من بلدة فونتين.
واليوم هناك نصب تذكاري لضحايا ركاب وطاقم الخطوط الجوية التركية الرحلة 981 في الغابة.